# イタモジホコリ
イタモジホコリ（学名: Physarum rigidum）は、変形菌の1種でモジホコリ科に属する。円盤状の子実体を細い柄の上につける。

## 特徴
子実体は柄があって単子嚢体型（子実体が個々に独立している型）で群生して生じる。子実体は高さ2 mmまで。子嚢はレンズ状の形をしているが、その上面はしばしば中央がくぼんでへそ状となっている。表面の色は黄色からくすんだだいだい色だが、時に金色や銀色を呈する。柄は上の方ではだいだい色から黄色だが基部ではより暗色になっている。子嚢内部の構造としては、軸柱はなく、連結糸は長くてあまり分枝しない。石灰節は長くてくさび形からさお型をしており、黄色からだいだい色をしている。胞子は反射光の元では暗褐色に見え、表面には細かい棘が一面にあって、直径は10-12 µm。
変形体は黄色をしている。条件が悪くなると固まって菌核を形成するが、飼育下で形成された本種の菌核を7年半保管して復活を確認した例がある。この例では保管は冷蔵庫の野菜室であった由。

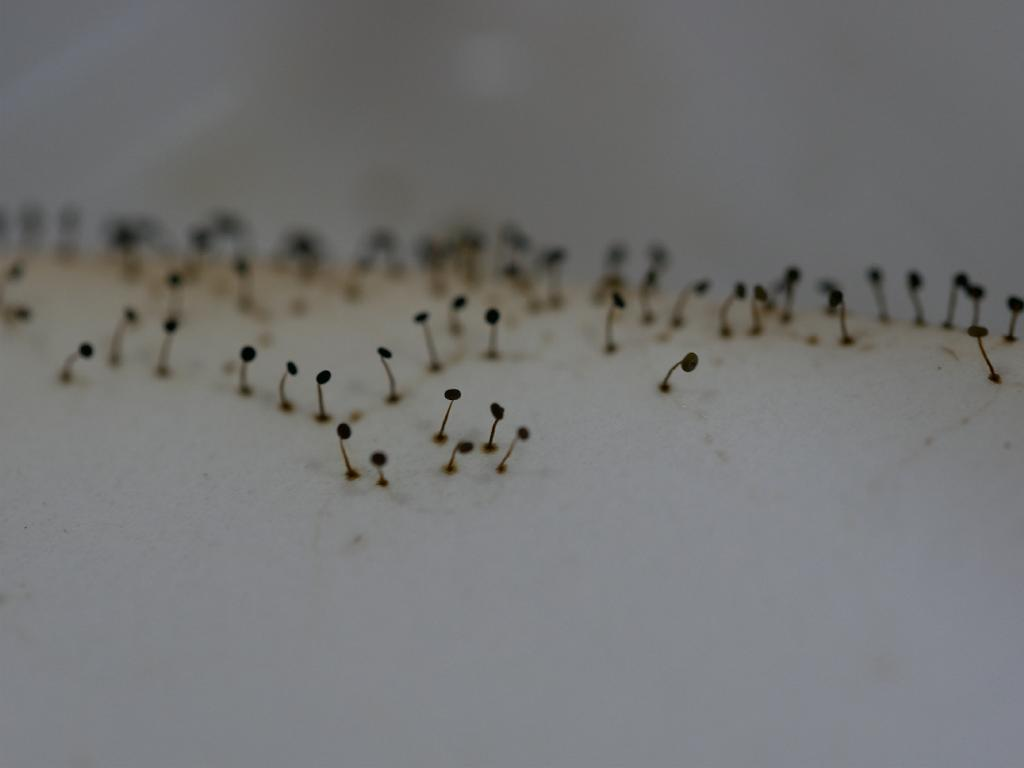
濾紙上の子実体群
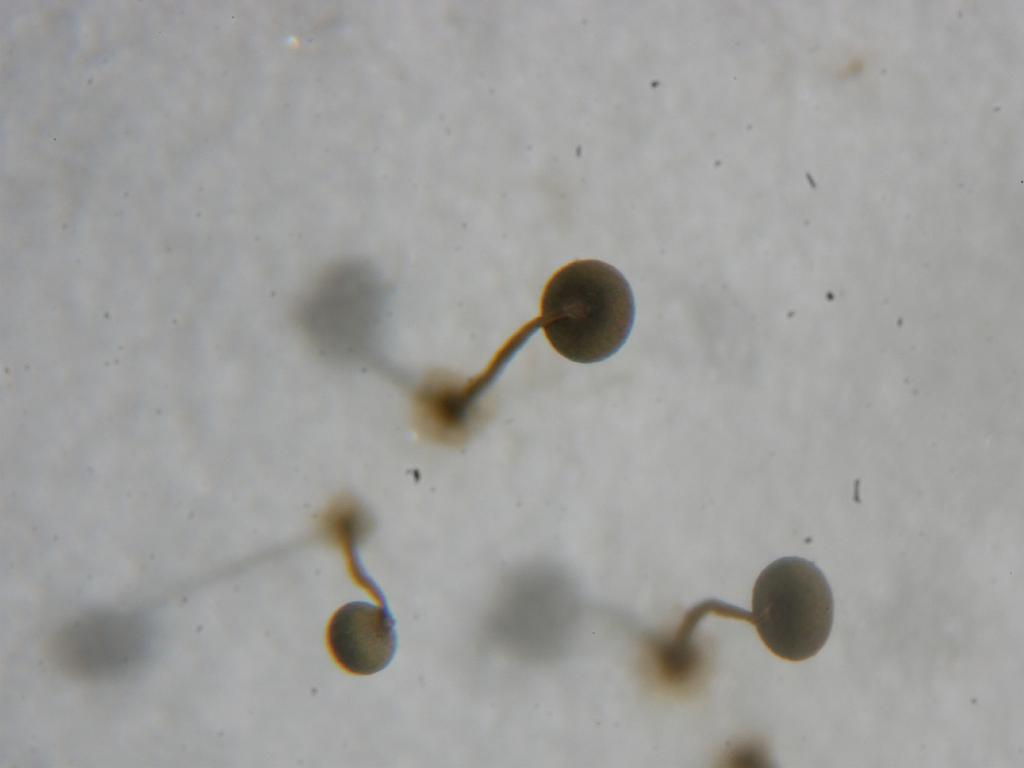
拡大像
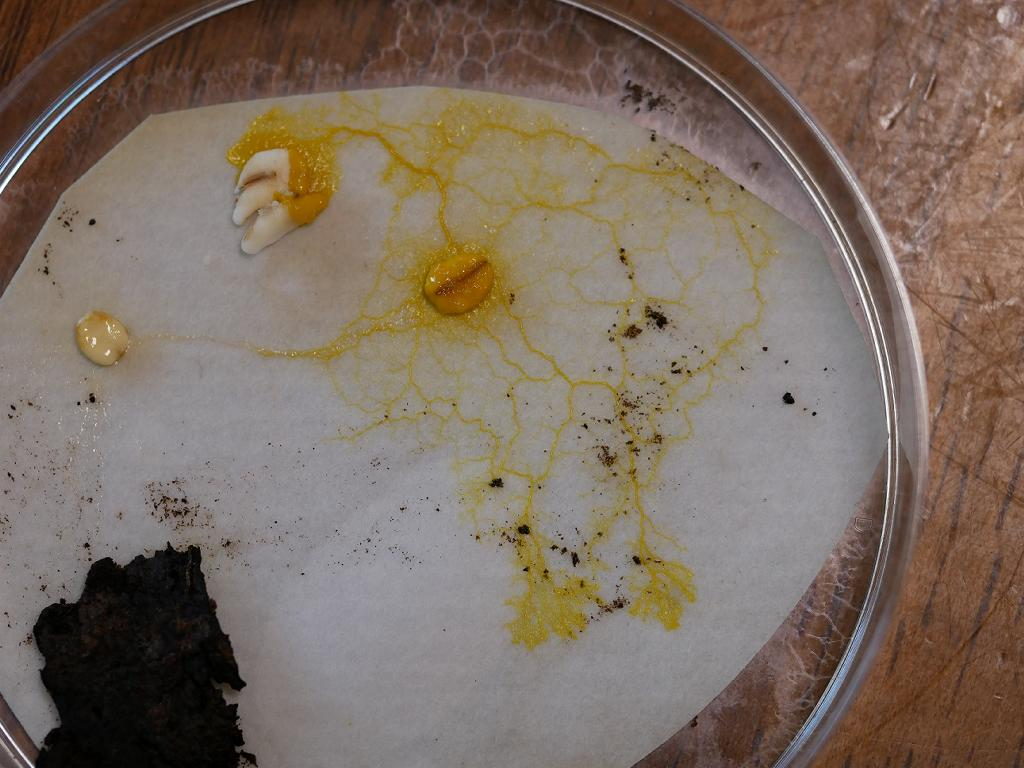
培養中の変形体
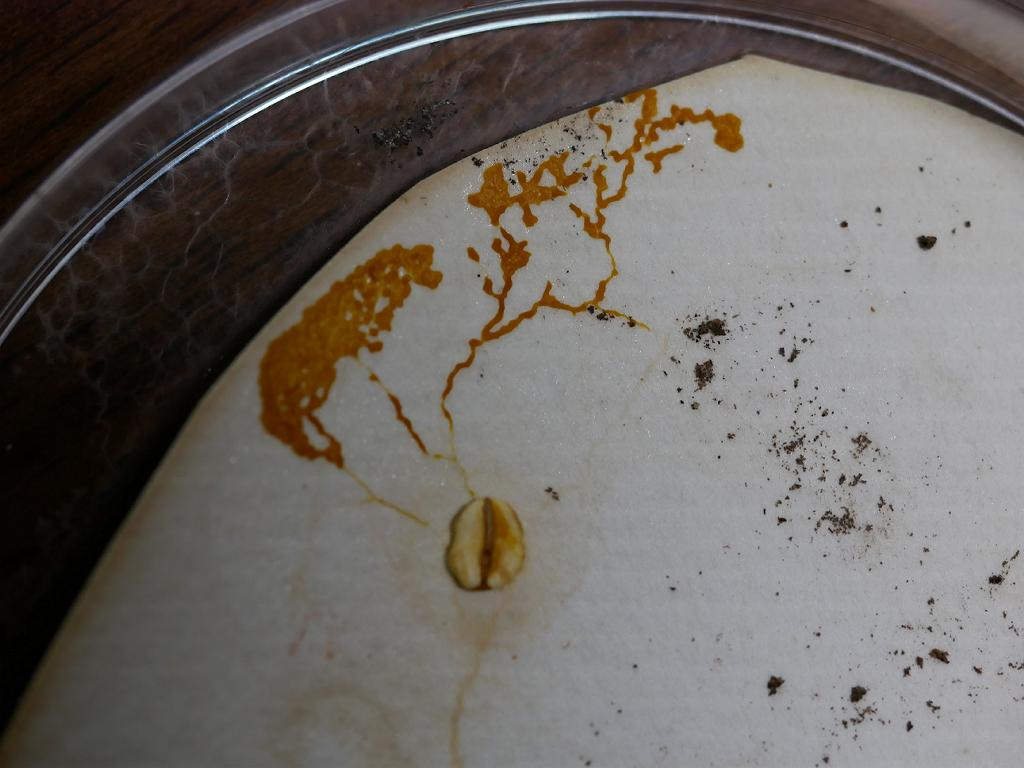
菌核化した変形体 ちなみに右の変形体はこれを水に戻して半日後の姿

## 生育環境など
春から秋に朽ち木やキノコの上に出現するもので、やや普通な種である。時に大発生することが知られる。また、キノコを摂食することがよく見られる。キノコを栄養源とする変形菌はいくつか知られるが、本種はその代表的なものである。

## 飼育・培養
本種の変形体の飼育は容易で、モジホコリを培養する簡便な方法、濾紙上にオートミールを置いて育てるようなやり方で簡単に増殖する。このような方法で培養できるものの内でも特に容易なものだという。増井真那は5歳の時から変形菌に興味を持ち6歳から変形体の飼育をしていることで知られるが、本種もよく飼育しており、増井 (2017) には本種が繰り返して登場している。増井 (2017) によるとイタモジホコリの変形体は「敏感で臆病なところがある」のだそうで、別種の変形体との接触をさせた実験で本種が逃げ出す様について「こういう気まぐれなところが、すごくイタモジっぽい」とのことである。
さらに人工培地による培養もかなり早くに成功している。一般に粘菌類の変形体を培養するのはそう簡単でなく、1968年時点で全変形菌の内の10%以下しか培養されていなかったが、それらはごくおおざっぱな方法でのものである。培地中に餌になる生きた微生物、あるいはその死骸を含まない培地での培養が成功していたのは有名なモジホコリ P. polycephalum を含む数種しかなかった。そんな中 Henney & Henney (1968) は本種をグルコースやヘマチン、酵母エキスなどを含む培地で培養することに成功した。この培地は酵母エキスなど天然の素材を使っているために完全な合成培地とは言えないが、Henney Jr. & Lynch (1969) はグルコースとビオチンの他数種のアミノ酸を含む完全な合成培地で本種などを培養することに成功している。

## 類似種など
本種の所属するモジホコリ属には非常に多くの種があり、萩原, 山本 & 伊沢 (1995) には40種以上があげられている。似たものは多く、特にアオモジホコリ P. viride は特によく似ており、本種がこの種の変種に扱われたことがあるが、この種では石灰節は紡錘形で本種のように長くならない。また外見的には本種ほどには子嚢が平たくならず、上の面がへそ状にくぼむこともない。萩原, 山本 & 伊沢 (1995) ではこのほかに類似の種としてキカミモジホコリ P. flavicomum とベテルモジホコリ P. bethelii をあげており、石灰節の形で区別できるとしている。

## 利害
上記のように本種は往々にキノコを攻撃するもので、キノコのほだ木栽培（シイタケなど）にも出現することがあり、厄介者とされている。

## 他
- 深澤遊「変形菌イタモジホコリの変形体による養分無機化作用」『日本菌学会大会講演要旨集』日本菌学会第60回大会セッションID: P055、日本菌学会、2016年、63頁、doi:10.11556/msj7abst.60.0_63、NAID 130005287186。